# Tetrastylidium peruvianum
Tetrastylidium peruvianum är en tvåhjärtbladig växtart som beskrevs av Herman Otto Sleumer. Tetrastylidium peruvianum ingår i släktet Tetrastylidium och familjen Strombosiaceae. Inga underarter finns listade i Catalogue of Life.